# Freedom From Religion Foundation
La Freedom From Religion Foundation (FFRF) est une organisation de libre-pensée américaine basée à Madison, au Wisconsin.
Ses objectifs, selon ses règlements, sont la promotion de la séparation des Églises et de l’État et l’éducation du public sur des sujets liés à l’athéisme et l’agnosticisme.
La FFRF publie le Freethought Today, le seul journal de libre pensée en Amérique du Nord.
L’organisation intente des poursuites judiciaires d’intérêt public et engage des débats publics pour la promotion de ses objectifs. 
Depuis 2006, la fondation produit l’émission de radio Freethought Radio, actuellement la seule émission de radio nationale aux États-Unis sur la libre-pensée.

## Histoire
La FFRF a été cofondée par Anne Nicol Gaylor et sa fille, Annie Laurie Gaylor, en 1976 et fut incorporée au niveau national en 1978, après s'être séparé de l'association American Atheists en raison des déclarations antisémites de sa fondatrice et présidente Madalyn Murray O'Hair. La FFRF compte aujourd’hui plus de 17 000 membres. Elle est basée à Madison, au Wisconsin dans un ancien presbytère des années 1850.
D’après le formulaire d’impôt Form-990 de 2007 publié sur Guidestar.org, la fondation dispose d’une base financière de plus de 5,5 millions de dollars (US) et a reçu plus de 581 000 dollars (US) de cotisation en 2007. La fondation utilise surtout cet argent pour payer les frais judiciaires dans les poursuites qui appuient la séparation de l’Église et de l’État contre des administrations gouvernementales, en plus de payer ses quatre employés, de faire de la publicité et de distribuer des publications à ses membres.
Annie Laurie Gaylor, coprésidente de la fondation, est l’auteur de Women Without Superstition: No Gods - No Masters  (ISBN 1-877733-09-1) et édite le journal Freethought Today.  Son mari, Dan Barker, auteur de Losing Faith in Faith: From Preacher to Atheist  (ISBN 1-877733-07-5) est un musicien et chansonnier, ancien pasteur Pentecôtiste, et coprésident de la FFRF.
Le 12 octobre 2007, la fondation a inauguré sa conférence annuelle de trois jours.  Les orateurs invités incluaient Christopher Hitchens, Katha Pollitt, Julia Sweeney, Ellery Schempp et Matthew LaClair. L’événement, tenu à Madison au Wisconsin, marquait la 30e conférence annuelle de la fondation et a attiré plus de 650 membres.

## Les poursuites judiciaires
Gagnées
- FFRF v. Indiana Family & Social Services - 2 mai 2007.
- Renversement d’une fête du Vendredi saint instituée par l’État – les plaignants incluaient le personnel de la Fondation et des employés de l’État.
- Une poursuite empêchant les subventions directes des contribuables à des écoles religieuses.
- L’enlèvement des monuments aux Dix Commandements et les croix des terrains publics.
- Abandon de l’émission d’oblitérations postales de nature religieuse.
- L’abandon de certains types d’instruction biblique dans les écoles publiques[3],[4].

Perdues
- Hein v. Freedom From Religion Foundation.
- Contestation d’une proclamation du Congrès déclarant 1983 « l’Année de la Bible ».
- Protestation contre un monument des Dix Commandements dans un parc public à La Crosse, Wisconsin.
- Poursuite fédérale pour stopper la construction d’une chapelle dans le capitole de l’Illinois.
- Poursuite à la Cour de l’État du Colorado pour enlever un monument des Dix Commandements sur les terrains du Capitole à Denver.
- Contestation de l’inscription In God We Trust (En Dieu nous croyons) sur la monnaie au Colorado.
- Tentative d’empêcher l’État du Wisconsin d’accorder 100 000 $ pour aider à la construction d’un centre au St. Norbert Catholic College, à DePere, au Wisconsin.
- Contestation d’une scène de nativité illuminée dans un parc public à Waunakee, au Wisconsin.
- Poursuivie pour l’enlèvement de sa bannière State/Church: Keep Them Separate (État / Église : gardez-les séparés) de la rotonde du Capitole du Wisconsin.
- Poursuite en Cour fédérale du Missouri pour faire enlever l’expression So help me, God (Ainsi, que Dieu me soit en aide) sur les formulaires d’impôt[5]

.
En cours

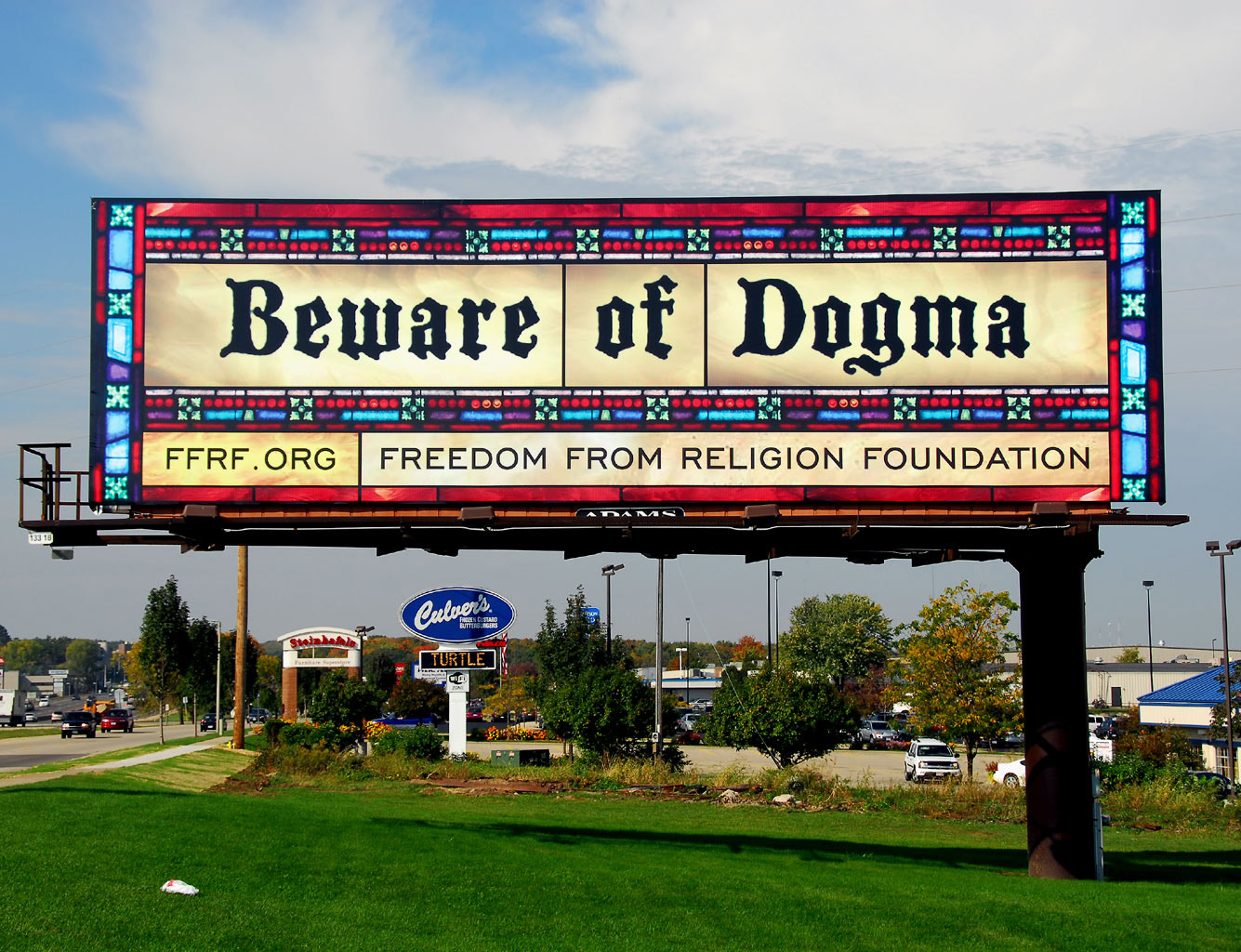
FFRF Billboard.

- FFRF v. Gonzales – 5 mai 2006, contestation des programmes carcéraux bases sur la Foi au Federal Bureau of Prisons.
- FFRF v ministère des Anciens Combattants – 19 avril 2006, contestation de l’omniprésente intégration de la spiritualité dans les soins de santé par le ministère.
- FFRF et al. v. Gov. Richardson – 7 nov. 2005, contestation des programmes carcéraux chrétiens financés par l’État dans une prison des femmes à Grants, au Nouveau-Mexique.
- FFRF v. le Président George W. Bush, le Gouverneur du Wisconsin Jim Doyle, Shirley Dobson, chef du « National Day of Prayer Task Force », et le secrétaire de presses de la Maison-Blanche Dana Perino – 3 octobre 2008, Madison, Wisconsin, contestation en Cour fédérale d’une loi fédérale désignant un jour de prière national chaque année, le premier jeudi de mai[6],[7].

## Affiches dans les Capitoles des États

### Capitole du Wisconsin
Le FFRF place une affiche au capitole du Wisconsin pendant les Fêtes de fin d’année, qui dit : 

« En cette saison du solstice d’hiver, que la raison règne.
Il n’existe ni dieux, ni diables, ni anges ni ciel ni enfer.
Il n’existe que le monde naturel.
La religion n’est que mythes et superstitions qui endurcissent les cœurs et asservissent les esprits. »

### Capitole de Washington
Une plaque portant le même texte que ci-dessus a été posée durant les Fêtes au capitole à Olympia, près d’une scène de nativité,. Elle fut volée et plus tard retournée au capitole. La présence de cette plaque incita un grand nombre de personnes et de groupes à demander d’autres ajouts plus ou moins loufoques. L’afflux de demandes incita le président le la Ligue catholique Bill Donohue à demander la décision du gouverneur, et en emmena plusieurs à demander l’enlèvement de tout matériel religieux du capitole.

## Radio de la libre-pensée
Se disant la « seule émission de radio de libre-pensée au monde » Freethought Radio passe en direct sur The Mic 92.1 FM chaque samedi de 11 h à midi, à Madison dans le Wisconsin.  Elle passe aussi sur Air America.  Elle est animée par les coprésidents du FFRF, Dan Barker et Annie Laurie Gaylor.  Une archive podcast est aussi disponible sur le site Internet de la fondation.  Les sujets courants incluent « Alerte à la théocratie » et « l’Almanach de la Libre-pensée ».  Ce dernier met en vedette des libre-penseurs historiques, dont plusieurs sont aussi des chansonniers.  L’introduction et la conclusion de l’émission diffuse la chanson Imagine de John Lennon, reconnue pour son thème antireligieux.

## Prix Le roi est nu
Depuis 1999, la Fondation décerne chaque année un prix « Le roi est nu » (en anglais The Emperor Has No Clothes Award) aux personnalités reconnues pour leur franc-parler sur les défauts des religions.
- 1999 – Steven Weinberg
- 2001 – Jesse Ventura
- 2001 – Ted Turner
- 2001 – Andy Rooney
- 2001 – Janeane Garofalo
- 2001 – George Carlin
- 2001 – Richard Dawkins
- 2001 – Katha Pollitt
- 2002 – Robert Sapolsky
- 2002 – Steve Benson
- 2003 – Penn & Teller
- 2003 – Roger, Pat & Melody Cleveland
- 2003 – Natalie Angier
- 2004 – Ron Reagan
- 2004 – Peter Singer
- 2004 – Robyn Blumner
- 2004 – Anne Nicol Gaylor
- 2004 – Steven Pinker
- 2005 – Oliver Sacks
- 2006 – Julia Sweeney
- 2007 – Christopher Hitchens
- 2008 – Daniel C. Dennett
- 2009 – Ron Reagan
- 2009 – Ursula K. Le Guin
- 2009 – William Lobdell
- 2010 – Cenk Uygur
- 2010 – Ayaan Hirsi Ali
- 2011 – Jerry Coyne
- 2011 – Charles Strouse
- 2013 – Dan Savage
- 2013 – Juan Mendez
- 2014 – Bart D. Ehrman
- 2014 – Sean M. Carroll
- 2014 – Donald Johanson
- 2015 – Taslima Nasrin
- 2015 – Ernie Chambers
- 2016 – Lawrence Krauss
- 2017 – Steven Pinker
- 2018 – Paula Poundstone
- 2018 – Jared Huffman
- 2018 – Salman Rushdie
- 2018 – Adam Savage
- 2019 – Trae Crowder
- 2019 – Anthony B. Pinn